# Државе Њемачке
Савезна Република Њемачка је федерална парламентарна република која је сачињена од шеснаест држава (њем. Land; држава чланица (њем. Bundesland)). С обзиром на то да је данашња Њемачка настала од неколико држава, она има федерални устав, а конститутивне државе су садржале одређени степен суверенитета. Са нагласком на географске услове, Берлин и Хамбург се сматрају градовима државама (њем. Stadtstaaten), као што је Слободни ханзеатски град Бремен, кога у ствари чине градови Бремен и Бремерхафен. За осталих тринаест држава чланица се користи назив територијална држава (њем. Flächenländer).
Савезна Републике Њемачка је 1949. године настала уједињењем западних држава (које су претходно биле под америчком, британском и француском управом) које су створене након Другог свјетског рата. У почетку, 1949. године, државе чланице СР Њемачке су биле: Баден, Баварска, Бремен, Хамбург, Хесен, Доња Саксонија, Сјеверна Рајна-Вестфалија, Рајна-Палатинат, Шлезвиг-Холштајн, Виртемберг-Баден (до 1952) и Виртемберг-Хоенцолерн (до 1952). Западни Берлин, који званични није био дио СР Њемачке, био је у великој мјери интегрисан и дефакто је сматран савезном државом.
Године 1952, након референдума, Баден, Виртемберг-Баден и Виртемберг-Хоенцолерн су спојени у Баден-Виртемберг. Године 1957. Протекторат Сар се придружио Њемачкој као Сарланд. Уједињењем Њемачке 1990. године, којим је Њемачка Демократска Република ушла у састав Савезне Републике Њемачке, довело је до обнављања источних савезни држава: Бранденбург, Мекленбург-Западна Померанија, Саксонија, Саксонија-Анхалт и Тирингија, као и до поновног спајања Западног и Источног Берлина у Берлин и његово успостављање као пуноправне и једнаке државе. Регионални референдум 1996. године на коме се изјашњавало о спајању Берлина са околним Бранденбургом у „Бранденбург-Берлин” није достигао неопходну већину гласова у Бранденбургу, док је већина Берлинаца гласала са спајање.
Федерализам је један од утемељених уставних принципа Њемачке. Према Уставу Њемачке, нека питања, као што су спољни послови и одбрана, искључиво су одговорност федерације (тј. федералног нивоа), док остала питања падају под заједничке надлежности држава чланица и федерације; државе чланице задржавају резидуални законодавни интегритет за сва друга подручја, укључујући „културу”, која у Њемачкој не подразумијева само питања као што су финансијска промоција умјетности и науке, него и већину облика образовања и обуке. Иако су спољни односи, укључујући међународно уговоре, прије свега одговорност федералног нивоа, конститутивне државе имају одређена ограничена овлашћења у овој области: у питањима која се непосредно утичу на њих, државе чланице своје интересе бране на федералном нивоу кроз Бундесрат (Савезни савјет; горњи дом Савезног парламента Њемачке) и у областима у којима имају законодавну власт имају ограничена овлашћења да закључе међународне уговоре „уз сагласност федералне владе”.

## Државе чланице
| Грб                                | Застава | Држава чланица                | Дио СРЊ од | Шеф владе                | Слика | Владајућа коалиција | Гласова у Бундесрату | Површина (км2) | Бр. становника | Ст. по км2 | Гл. град  | 3166-2 код | БДП по главни ст. (€) |
| ---------------------------------- | ------- | ----------------------------- | ---------- | ------------------------ | ----- | ------------------- | -------------------- | -------------- | -------------- | ---------- | --------- | ---------- | --------------------- |
| Грб Баден-Виртемберга              |         | Баден-Виртемберг              | 1952.      | Винфрид Кречман (Зелени) |       | Зелени,             | 6                    | 35.752         | 10.755.000     | 301        | Штутгарт  |            | 34.885                |
| Грб Баварске                       |         | Баварска                      | 1949.      | Маркус Зедер ()          |       |                     | 6                    | 70.552         | 12.542.000     | 178        | Минхен    |            | 35.443                |
| Грб Берлина                        |         | Берлин                        | 1990.      | Михаел Милер ()          |       | , Зелени, Љевица    | 4                    | 892            | 3.469.000      | 3.890      | —         |            | 28.806                |
| Грб Бранденбурга                   |         | Бранденбург                   | 1990.      | Дитмар Видке ()          |       | , Љевица            | 4                    | 29.479         | 2.500.000      | 85         | Потсдам   |            | 22.074                |
| Грб Бремена                        |         | Бремен                        | 1949.      | Андреас Бовеншулте ()    |       | , Зелени            | 3                    | 419            | 661.000        | 1.577      | Бремен    |            | 42.405                |
| Грб Хамбурга                       |         | Хамбург                       | 1949.      | Петер Ченчер ()          |       | , Зелени            | 3                    | 755            | 1.788.000      | 2.368      | —         |            | 52.401                |
| Грб Хесена                         |         | Хесен                         | 1949.      | Волкер Буфир ()          |       | , Зелени            | 5                    | 21.115         | 6.066.000      | 287        | Висбаден  |            | 37.509                |
| Грб Доње Саксоније                 |         | Доња Саксонија                | 1949.      | Штефан Вајл ()           |       | , Зелени            | 6                    | 47.609         | 7.914.000      | 166        | Хановер   |            | 28.350                |
| Грб Мекленбурга-Западне Помераније |         | Мекленбург-Западна Померанија | 1990.      | Мануела Швезиг ()        |       | ,                   | 3                    | 23.180         | 1.639.000      | 71         | Шверин    |            | 21.404                |
| Грб Северне Рајне-Вестфалије       |         | Сјеверна Рајна- Вестфалија    | 1949.      | Армин Лашет ()           |       | ,                   | 6                    | 34.085         | 17.837.000     | 523        | Диселдорф |            | 32.882                |
| Грб Рајне-Палатината               |         | Рајна-Палатинат               | 1949.      | Малу Дрејер ()           |       | , Зелени,           | 4                    | 19.853         | 4.052.803      | 202        | Мајнц     |            | 28.311                |
| Грб Сарланда                       |         | Сарланд                       | 1957.      | Тобијас Ханс ()          |       | ,                   | 3                    | 2.569          | 1.018.000      | 400        | Сарбрикен |            | 30.098                |
| Грб Саксоније                      |         | Саксонија                     | 1990.      | Михаел Кречмер ()        |       | ,                   | 4                    | 18.416         | 4.143.000      | 227        | Дрезден   |            | 22.980                |
| Грб Саксоније-Анхалта              |         | Саксонија-Анхалт              | 1990.      | Рајнер Хазелоф ()        |       | , , Зелени          | 4                    | 20.446         | 2.331.000      | 116        | Магдебург |            | 22.427                |
| Грб Шлезвига-Холштајна             |         | Шлезвиг-Холштајн              | 1949.      | Данијел Гинтер ()        |       | , , Зелени          | 4                    | 15.799         | 2.833.000      | 179        | Кил       |            | 25.947                |
| Грб Тирингије                      |         | Тирингија                     | 1990.      | Бодо Рамелов (Љевица)    |       | Љевица, , Зелени    | 4                    | 16.172         | 2.231.000      | 138        | Ерфурт    |            | 21.663                |